# Château de Soisy-sur-Seine
Le château de Soisy-sur-Seine est un château détruit, anciennement situé sur la commune de Soisy-sur-Seine, au nord de l'église du village. Il a appartenu au Président Nicolas de Bailleul, surintendant des Finances. 

## Histoire

### La famille de Bailleul
Le château a été construit durant la première moitié du XVIIe siècle par Nicolas de Bailleul après son acquisition du domaine le 3 septembre 1620. Bailleul deviendra Surintendant des Finances par nomination de juin 1643. Il meurt le 20 août 1662 (dimanche), à l'âge de 76 ans. 
Les Bailleul se succéderont durant quatre générations comme seigneurs de Soisy.
Le fils de Nicolas sera Louis Dominique de Bailleul, marquis de Château-Gontier (1622-1701). Il possèdera donc Soisy de 1662 à 1701. 
Ensuite, son fils Nicolas Louis de Bailleul (1649-1714), marquis de Château-Gonthier (3e, 4 juillet 1701), président au Parlement de Paris, possèdera Soisy de 1701 à 1714.
Enfin, le fils de ce dernier, Nicolas-Louis de Bailleul (1679- décès après 1739), arrière-petit-fils du surintendant, et Président à mortier du parlement de Paris.

### Après les Bailleul
Aux XVIIIe et XIXe siècles ... 

### De nos jours
Il ne reste que les murs des fossés qui cernaient autrefois le château. Le château a été démoli.  

## Galerie

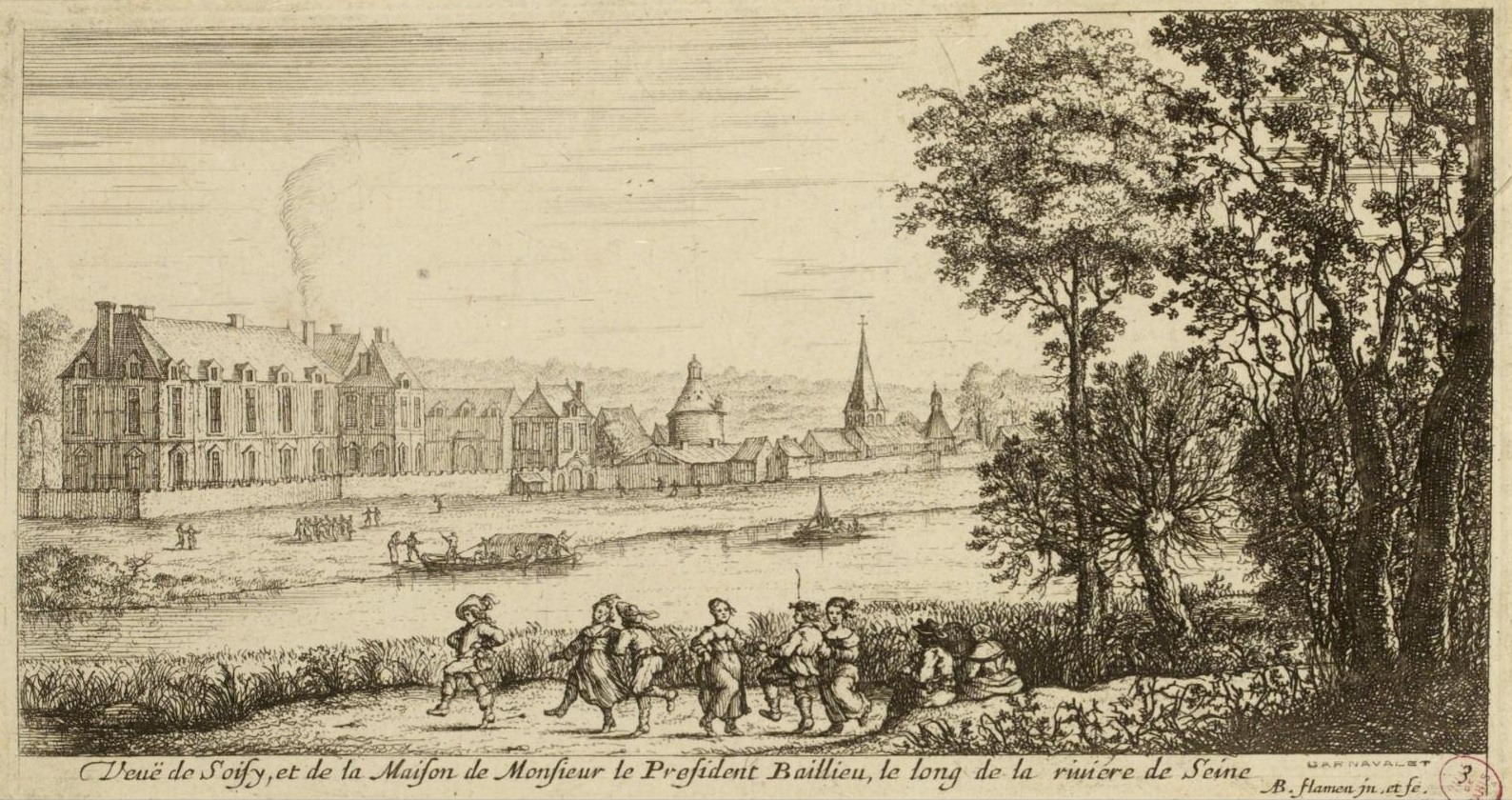
Gravure du château de Soisy-sur-Seine, XVIIe siècle
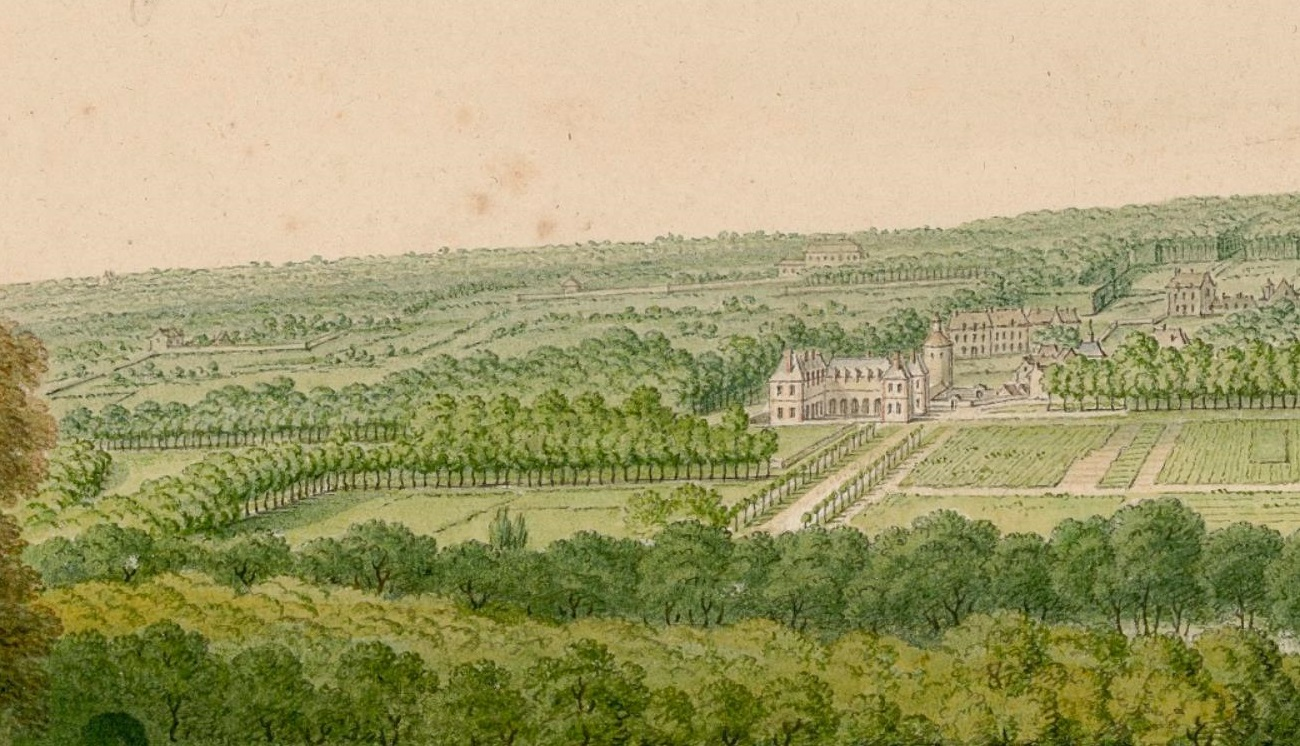
Détail de la vue du parterre de Petit-Bourg (BNF), par Chauffourier, avec le château de Soisy-sur-Seine, début XVIIIe siècle
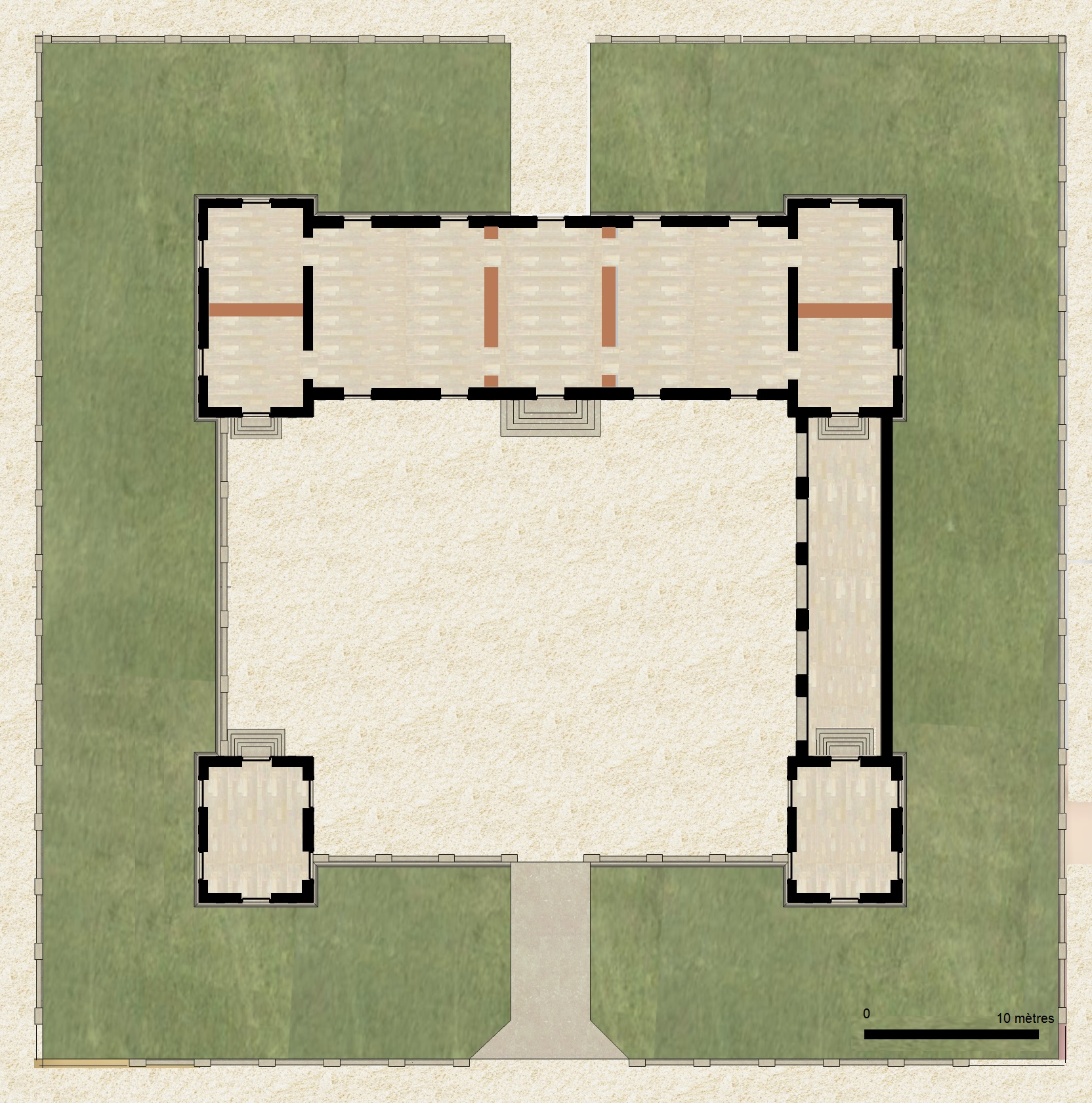
Restitution du plan du château de Soisy-sur-Seine. les murs intérieurs sont présumés.
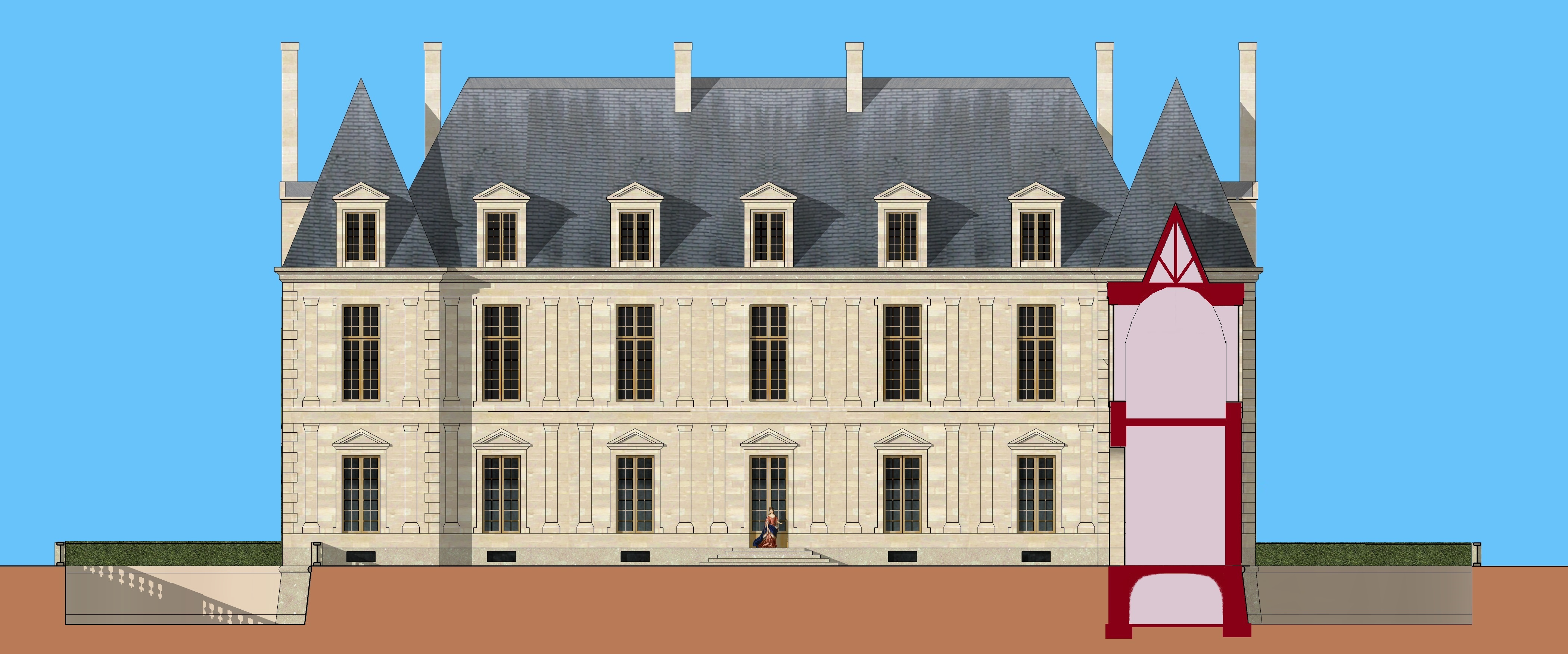
Proposition de restitution de l'élévation du château de Soisy-sur-Seine, XVIIe
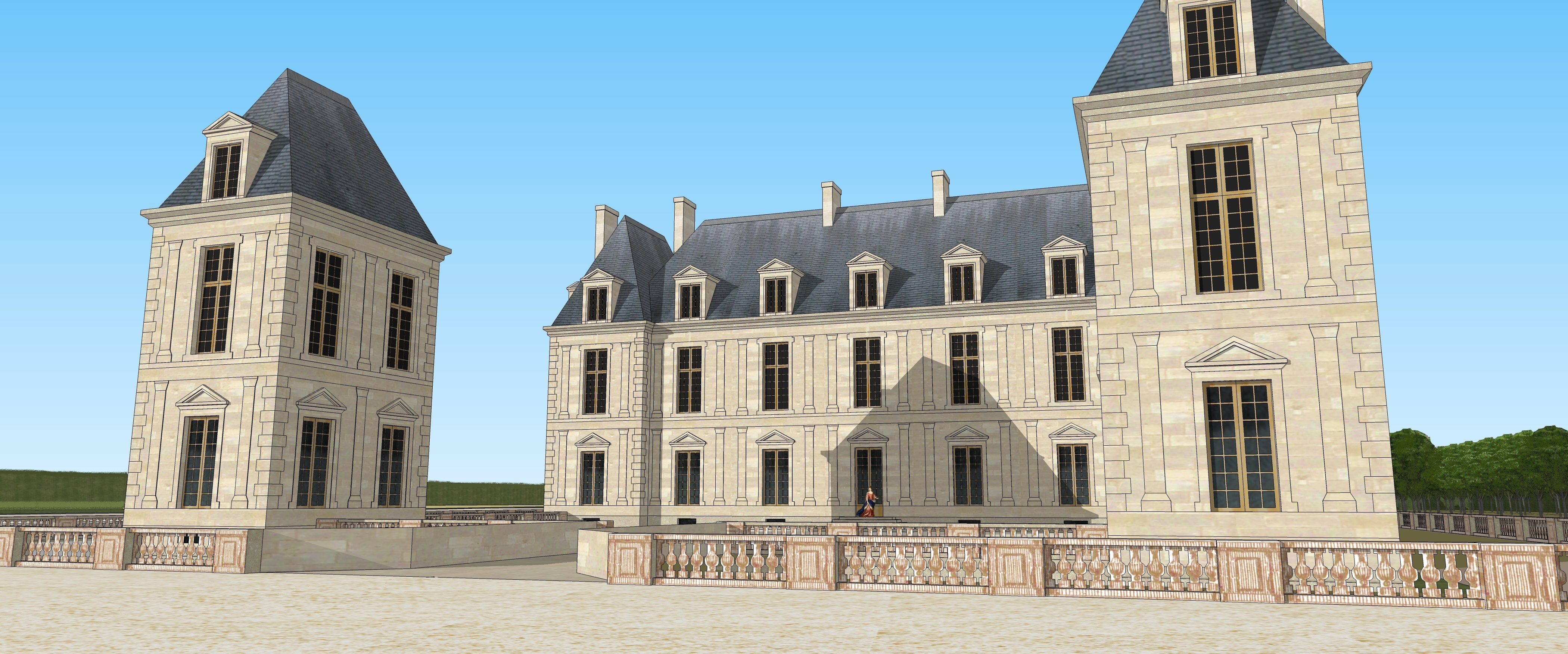
Restitution 3D du château de Soisy-sur-Seine, vue de biais depuis l'entrée.